# 캐슬린 휴즈
캐슬린 휴즈(Kathleen Hughes, 1928년 11월 14일 ~ 2025년 5월 19일)는 미국의 연극 배우, 텔레비전 배우, 영화배우이다.

## 영화
- 닥터 웰비 (1969년)
- 대통령의 분석 (1967년)
- 컬트 오브 더 코브라 (1955년)
- 아웃 스페이스 (1953년) - 제인 역
- 웨어 더 사이드워크 엔드 (1950년)
- 아윌 겟 바이 (1950년)
- 미스터 880 (1950년)
- 벨브디어씨 대학가다 (1949년)
- 엄마는 신입생 (1949년)